# Фрорип, Людвиг Фридрих фон
Людвиг Фридрих фон Фрорип (нем. Ludwig Friedrich von Froriep; 15 июня 1779, Эрфурт — 28 июля 1847, Веймар) — немецкий медик и естествоиспытатель.

## Биография
Сын теолога и востоковеда доктора Юстуса Фридриха Фрорипа (1745—1800). Отец и дед известных немецких анатомов Роберта Фридриха Фрорипа (1804—1861) и Августа фон Фрорипа (1849-1917). 
С 1796 года изучал медицину в Йене, в 1802 году там же назначен экстраординарным профессором, в 1804 году приглашен профессором медицины в Галле, в 1808 году профессор хирургии и гинекологии в Тюбингене. В Галле Фрорип руководил постройкой и устройством родовспомогательного дома, в Тюбингене устроил гинекологическую клинику. Помимо своей медицинской деятельности, Фрорип уже в Галле усердно занимался изучением естественных наук и специально сравнительной анатомией и впоследствии издал весьма ценные сочинения по этим предметам. 
Фрорип издал: «Bibliothek f ü r die vergleichende Anatomie» (1-й т., Веймар, 1802); «Das Thierreich oder Characteristik aller zur Zeit bekannten Thiere, als Commentar zu den Bertuch. Tafeln. Mollusken» (Веймар, 1806); «Das Thierreich» (составляет 3-е отд. сочинения Батча «Einleitung zum Studium der allgem. Naturgeschichte etc.», Веймар, 1806); «Notizen aus dem Gebiet der Natur- und Heilkunde» (т. I—L, Веймар, 1824—36, и продолжение этого журнала вместе с сыном Робертом Фрорипом под заглавием «Neue Notizen aus dem Geb. d. Nat. u. Heilkunde», 36 том., В., 1837—45); «Theoretisch practisches Handbuch der Geburtshilfe» (9-е изд., Веймар, 18 3 2). Фрорип известен также переводами сочинений Кювье, Ламарка и других.